# 万感
『万感』は、ヒカシューの13枚目のアルバム。2013年12月12日にMAKIGAMI RECORDSより発売。
題名は詩の中から抽出した言葉。カナダ4都市で演奏して、すぐにニューヨークで録音した。現状アルバム内で唯一、清水一登がマリンバを演奏している。ジャケットは、佐藤薫による蝶の絵。紙ジャケット。

## 収録曲
全作詩:巻上公一
1. 目と目のネット(Eyes And The Net)
  - 作曲:坂出雅海
2. なのかどうか(Is That It,Or Not)
  - 作曲:清水一登
3. ナボコフの蝶(Nabokou's Butterflies)
  - 作曲:ヒカシュー
4. にわとりとんだ(Chikens Fly)
  - 作曲:三田超人
5. 祈りのカラー(The Color Of Prayer)
  - 作曲:巻上公一
6. ニョキニョキ生えてきた(Sprouting up)
  - 作曲:佐藤正治
7. 人間に帰りたい(Rehumanize)
  - 作曲:ヒカシュー
8. もし もしが(If And If)
  - 作曲:坂出雅海
9. 惨めなパペット(A Miserable Puppet)
  - 作曲:三田超人
10. みえない関係(充電してる)(Invisible Relationship(It's Charging))
  - 作曲:ヒカシュー
11. そのつもり(With That Intention)
  - 作曲:三田超人

## 参加ミュージシャン
- 巻上公一 -ボーカル、テルミン、コルネット、尺八(#6、#9)、口琴
- 三田超人 -ギター、コーラス(#1)
- 坂出雅海 -エレクトリックベース、コーラス(#1)
- 清水一登 -ピアノ、シンセサイザー、バスクラリネット(#1)、マリンバ(#4)
- 佐藤正治 -ドラムス、コーラス(#1)